# Phantom -PHANTOM THE ANIMATION-
『Phantom -PHANTOM THE ANIMATION-』（ファントム ファントム・ジ・アニメーション）は、2004年にケイエスエスから発売された全3話のOVA。原作は、ニトロプラスのアダルトゲーム『Phantom -PHANTOM OF INFERNO-』。

## ストーリー
ストーリーは、原作の最初から主人公の襲名までを描いている。

## 登場人物
アイン
声 - 南央美
吾妻玲二（ツヴァイ）
声 - 櫻井孝宏
サイス=マスター
声 - 中田和宏
リズィ=ガーランド
声 - 折笠愛
アイザック=ワイズメル
声 - 辻親八
レイモンド=マグワイヤ
声 - 速水奨
クロウディア=マッキェネン
声 - 井上喜久子

## スタッフ
- 原作 - ニトロプラス
- 監督・演出 - 元永慶太郎
- シナリオ原案 - 虚淵玄
- 脚本 - 張村章二
- キャラクターデザイン・作画監督 - 渡辺浩二
- 絵コンテ - 元永慶太郎、渡辺浩二（第1話・第3話）、岩畑剛一（第2話・第3話）
- 銃器デザイン - 石野聡
- 美術監督 - 池田繁美（第1話）、飯島由樹子（第2話・第3話）
- 撮影監督 - 葛山剛士
- 色彩設計 - 金丸ゆう子
- 編集 - 田熊純
- 音響監督 - 飯塚康一
- 音響効果 - 倉橋静男、中野勝博
- 音楽 - 中川幸太郎
- エクゼクティブプロデューサー - 高野秀夫
- プロデューサー - 村竹保則
- アニメーション制作 - アークスクリエイト
- 製作 - ケイエスエス

## 主題歌
オープニングテーマ「月光」
歌・作詞 - Hassy / 作曲・編曲 - 村上正芳
エンディングテーマ「I myself am hell」
作詞 - 江幡育子 / 作曲・編曲 - 大山曜 / 歌 - いとうかなこ

## 各話リスト
- 第1話 - 暗殺者
- 第2話 - 想い
- 第3話 - 炎